# Bracca bajula
Bracca bajula là một loài bướm đêm trong họ Geometridae.